# Glochidion tuamotuense
Glochidion tuamotuense är en emblikaväxtart som beskrevs av Jacques Florence. Glochidion tuamotuense ingår i släktet Glochidion och familjen emblikaväxter. Inga underarter finns listade i Catalogue of Life.